# Svante Nilsson
Svante Edvin Nilsson, född 10 juni 1869 i Stockholm, död 21 maj 1942 i Stockholm, var en svensk medaljkonstnär, sångtextförfattare och lutsångare.

## Biografi

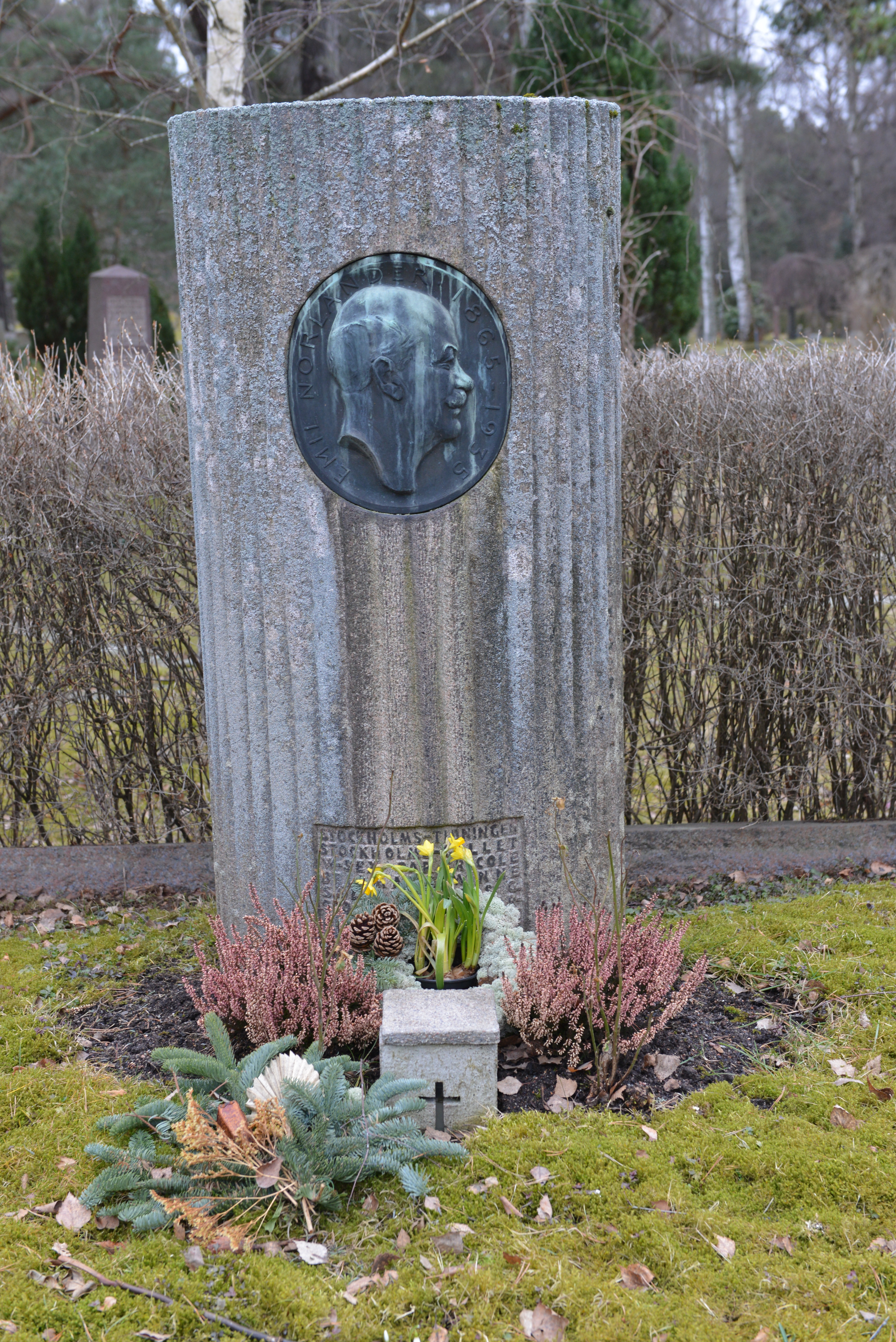
Emil Norlanders gravvård, avtäckt 1940

Nilsson började studerade medaljgravyr för Adolf Lindberg vid tretton års ålder, och efter tio år i lära behärskade han konsten att framställa medaljstamparna. Han belönades med Kommerskollegiums stipendium 1893 som han använde till att vidareutbilda sig i Paris och Rom. Han blev kvar i Paris och samarbetade med den i Frankrike bosatte svenska medaljgravören Sven Kulle samtidigt som han bedrev studier vid École des Arts Décoratifs och vid Académie Colarossi. Nilsson deltog i ett flertal utställningar och han kom under Parisåren att spela en betydande roll inom den svenska kolonin, där hans hem blev en samlingsplats för många konststuderande svenskar. Han återvände till Sverige vid första världskrigets utbrott 1914.
Han är representerad vid Nationalmuseum och Kungliga Myntkabinettet.
Som musiker var han en uppskattad lutsångare med Bellman och gamla franska sånger som specialitet.